# Reyer Venezia Mestre 2024-2025
Questa voce raccoglie le informazioni riguardanti la Reyer Venezia Mestre nelle competizioni ufficiali della stagione 2024-2025.

## Stagione
La stagione 2024-2025 della Reyer Venezia sponsorizzata Umana, è la 55ª nel massimo campionato italiano di pallacanestro, la Serie A.
L'annata nelle competizioni ufficiali non comincia sotto i migliori auspici; la Reyer viene infatti sconfitta in semifinale di Supercoppa dall'Olimpia Milano con brutte prestazioni degli americani, mentre sono sulla sufficienza Casarin, Wheatle e Tessitori nella sconfitta per 73-62.

## Maglie
Il fornitore ufficiale del materiale tecnico per la stagione 2024-2025 è Erreà.

## Organigramma societario
Dal sito internet della società.
Area dirigenziale
- Presidente: Federico Casarin
- Club manager: Eugenio Dalmasson
- Direttore sportivo: Mauro Sartori

Area generale e organizzativa
- Marketing manager: Paolo Bettio
- Sales manager: Luca Voltolina
- Head press officer: Francesco Rigo
- Organization & Staff manager: Luca Favaro

Area tecnica
- Allenatore: Neven Spahija
- Assistente allenatore: Emanuele Molin
- Assistente allenatore: Alberto Billio
- Assistente allenatore: Veljko Perović
- Assistente allenatore: Reziero Napolitano
- Preparatore atletico: Matteo Xalle
- Preparatore atletico: Giovanni Basso
- Team manager: Federico Pavan
- Team executive: Francesco Terrin
- Addetto arbitri: Fabio Vianello
- Responsabile settore giovanile: Francesco Benedetti

Area medica
- Medico: Michelangelo Beggio
- Medico: Stefano Palermi
- Medico: Federico Munarin
- Medico: Roberto Novelli
- Medico chirurgo: Roberto Vianello
- Medico chirurgo: Simone Piovesan
- Fisioterapista: Alberto De Bei
- Fisioterapista: Edoardo Zanetti
- Massaggiatore: Carlo Caria
- Osteopata: Alessandra Numa

## Roster
Aggiornato al 18 ottobre 2024.
| Umana Reyer Venezia 2024-25 | Umana Reyer Venezia 2024-25 |
| Giocatori                   | Staff tecnico               |
| --------------------------- | --------------------------- |

| N. | Naz.                                       | Ruolo | Nome                 | Anno | Alt.   | Peso   |  |
| -- | ------------------------------------------ | ----- | -------------------- | ---- | ------ | ------ |  |
| 00 | Italia (bandiera)                          | C     | Amedeo Tessitori (C) | 1994 | 207 cm | 107 kg |  |
| 2  | Stati Uniti (bandiera)                     | G     | Rodney McGruder      | 1991 | 194 cm | 93 kg  |  |
| 4  | Italia (bandiera)                          | AC    | Alessandro Lever     | 1998 | 208 cm | 104 kg |  |
| 5  | Stati Uniti (bandiera)                     | G     | Xavier Munford       | 1992 | 193 cm | 80 kg  |  |
| 7  | Italia (bandiera)                          | G     | Davide Casarin       | 2003 | 197 cm | 86 kg  |  |
| 8  | Argentina (bandiera) · Italia (bandiera)   | P     | Juan Fernández       | 1990 | 193 cm | 83 kg  |  |
| 9  | Italia (bandiera)                          | PG    | Davide Moretti       | 1998 | 190 cm | 81 kg  |  |
| 11 | Canada (bandiera)                          | P     | Tyler Ennis          | 1994 | 191 cm | 88 kg  |  |
| 14 | Georgia (bandiera) · Italia (bandiera)     | AG    | Giga Janelidze       | 1995 | 201 cm | 100 kg |  |
| 21 | Canada (bandiera)                          | C     | Mfiondu Kabengele    | 1997 | 208 cm | 113 kg |  |
| 22 | Stati Uniti (bandiera)                     | A     | Jordan Parks         | 1994 | 201 cm | 92 kg  |  |
| 24 | Regno Unito (bandiera) · Italia (bandiera) | AP    | Carl Wheatle         | 1998 | 200 cm | 88 kg  |  |
| 25 | Stati Uniti (bandiera)                     | AG    | Aamir Simms          | 1999 | 203 cm | 111 kg |  |
| 33 | Stati Uniti (bandiera) · Canada (bandiera) | AG    | Kyle Wiltjer         | 1992 | 208 cm | 110 kg |  |
| 40 | Italia (bandiera)                          | G     | Pietro Iannuzzi      | 2006 | 194 cm |        |  |
| 45 | Italia (bandiera)                          | AP    | Federico Natale      | 2006 | 200 cm |        |  |

| Allenatore |
| - Neven Spahija |
| Assistente/i |
| - Alberto Billio - Emanuele Molin - Reziero Napolitano - Veljko Perović Legenda - (C) Capitano - (IN) Inattivo - Infortunato Roster |

## Mercato

### Sessione estiva
| P  | Tyler Ennis      | Hapoel Tel Aviv | svincolato |
| P  | Juan Fernández   | Free agent      | svincolato |
| PG | Davide Moretti   | Pall. Varese    | svincolato |
| G  | Xavier Munford   | Hapoel Tel Aviv | svincolato |
| AP | Carl Wheatle     | Pistoia Basket  | svincolato |
| AG | Alessandro Lever | Napoli Basket   | svincolato |

| Cessioni | Cessioni          | Cessioni       | Cessioni       | Cessioni |
| R.       | Nome              | a              | Modalità       |          |
| -------- | ----------------- | -------------- | -------------- | -------- |
| P        | Andrea De Nicolao | Pall. Cantù    | fine contratto |          |
| P        | Marco Spissu      | Saragozza      | fine contratto |          |
| PG       | Max Heidegger     | Türk Telekom   | fine contratto |          |
| G        | Rayjon Tucker     | Virtus Bologna | fine contratto |          |
| AP       | Alex O'Connell    | N.Y. Knicks    | fine contratto |          |
| AG       | Jeff Brooks       | Pall. Trieste  | fine contratto |          |

### Dopo l'inizio della stagione
| Acquisti | Acquisti        | Acquisti   | Acquisti       | Acquisti   | Acquisti |
| R.       | Nome            | da         | Data           | Modalità   |          |
| -------- | --------------- | ---------- | -------------- | ---------- | -------- |
| G        | Rodney McGruder | Free agent | 4 ottobre 2024 | svincolato |          |

| Cessioni | Cessioni | Cessioni | Cessioni | Cessioni |
| R.       | Nome     | a        | Data     | Modalità |
| -------- | -------- | -------- | -------- | -------- |

## Risultati

### Serie A

#### Stagione regolare

##### Girone d'andata
| Arbitri: | Lorenzo Baldini (Firenze) Denis Quarta (Torino) Silvia Marziali (Viterbo) |

|               |            |                   |
| Kabengele 17  | Punti      | 16 Alston         |
| Ennis 4       | Assist     | 5 Mascolo         |
| Kabengele 21  | Rimbalzi   | 11 Alston         |
| Neven Spahija | Allenatori | Francesco Vitucci |

| Arbitri: | Guido Giovannetti (Bari) Christian Borgo (Grumolo delle Abbadesse) Gianluca Capotorto (Roma) |

|                |            |               |
| Cale 23        | Punti      | 20 Simms      |
| Ellis 5        | Assist     | 4 Casarin     |
| Niang 10       | Rimbalzi   | 15 Kabengele  |
| Paolo Galbiati | Allenatori | Neven Spahija |

| Arbitri: | Beniamino Manuel Attard (Priolo Gargallo) Mark Bartoli (Trieste) Marco Catani (Pescara) |

|               |            |                    |
| Kabengele 15  | Punti      | 17 Shengelia       |
| Wheatle 4     | Assist     | 3 Clyburn 3 Pajola |
| Kabengele 11  | Rimbalzi   | 7 Diouf            |
| Neven Spahija | Allenatori | Luca Banchi        |

| Arbitri: | Michele Rossi (Anghiari) Edoardo Gonella (Genova) Daniele Valleriani (Ferentino) |

|                      |            |                       |
| Šiliņš 17            | Punti      | 17 Simms              |
| Christon 3 Forrest 3 | Assist     | 7 Ennis               |
| Childs 11            | Rimbalzi   | 10 Simms 10 Kabengele |
| Dante Calabria       | Allenatori | Neven Spahija         |

| Arbitri: | Tolga Şahin (Messina) Gabriele Bettini (Bologna) Antonio Bartolomeo (San Pietro Vernotico) |

|               |            |                |
| Wiltjer 18    | Punti      | 19 Gray        |
| Casarin 5     | Assist     | 4 Cinciarini   |
| Kabengele 20  | Rimbalzi   | 10 Pinkins     |
| Neven Spahija | Allenatori | Marcelo Nicola |

| Arbitri: | Beniamino Manuel Attard (Priolo Gargallo) Fabrizio Paglialunga (Massafra) Marco Catani (Pescara) |

|              |            |               |
| Bentil 18    | Punti      | 14 McGruder   |
| Copeland 5   | Assist     | 5 McGruder    |
| De Nicolao 8 | Rimbalzi   | 7 Kabengele   |
| Igor Miličić | Allenatori | Neven Spahija |

| Arbitri: | Saverio Lanzarini (Bologna) Denny Borgioni (Roma) Martino Galasso (Siena) |

|                 |            |                       |
| Dimitrijević 18 | Punti      | 18 Kabengele          |
| Dimitrijević 10 | Assist     | 6 Casarin 6 Fernández |
| Bolmaro 10      | Rimbalzi   | 11 Kabengele          |
| Ettore Messina  | Allenatori | Neven Spahija         |

| Arbitri: | Carmelo Lo Guzzo (Pisa) Andrea Bongiorni (Pisa) Duccio Maschio (Firenze) |

|                    |            |                  |
| McGruder 14        | Punti      | 13 Barford       |
| McGruder 3 Parks 3 | Assist     | 5 Winston        |
| Kabengele 12       | Rimbalzi   | 7 Gombauld       |
| Neven Spahija      | Allenatori | Dīmītrīs Priftīs |

| Arbitri: | Carmelo Paternicò (Piazza Armerina) Alessandro Nicolini (Bagheria) Gianluca Capotorto (Roma) |

|                  |            |               |
| Gray 15          | Punti      | 28 Kabengele  |
| Alviti 5 Sykes 5 | Assist     | 10 Ennis      |
| Tyus 10          | Rimbalzi   | 14 Kabengele  |
| Herman Mandole   | Allenatori | Neven Spahija |

| Arbitri: | Michele Rossi (Anghiari) Andrea Valzani (Taranto) Daniele Valleriani (Ferentino) |

|               |            |                         |
| Ennis 20      | Punti      | 19 Bibbins 19 Fobbs     |
| Ennis 5       | Assist     | 3 Bibbins 3 Cappelletti |
| Parks 10      | Rimbalzi   | 5 Renfro                |
| Neven Spahija | Allenatori | Nenad Marković          |

| Arbitri: | Guido Giovannetti (Bari) Denny Borgioni (Roma) Valerio Salustri (Roma) |

|                    |            |               |
| Vital 23           | Punti      | 23 Wiltjer    |
| Kuhse 4            | Assist     | 7 Ennis       |
| Kamagate 13        | Rimbalzi   | 7 Wiltjer     |
| Walter De Raffaele | Allenatori | Neven Spahija |

| Arbitri: | Tolga Şahin (Messina) Denis Quarta (Torino) Gianluca Capotorto (Roma) |

|               |            |                |
| Ennis 26      | Punti      | 23 Bilan       |
| Ennis 6       | Assist     | 5 Ivanović     |
| Kabengele 6   | Rimbalzi   | 11 Bilan       |
| Neven Spahija | Allenatori | Giuseppe Poeta |

| Arbitri: | Carmelo Paternicò (Piazza Armerina) Martino Galasso (Siena) Silvia Marziali (Viterbo) |

|                      |            |                               |
| Valentine 17         | Punti      | 18 Parks                      |
| Brooks 3 Valentine 3 | Assist     | 4 Ennis                       |
| Brooks 9             | Rimbalzi   | 8 Kabengele 8 Parks 8 Wheatle |
| Jamion Christian     | Allenatori | Neven Spahija                 |

| Arbitri: | Carmelo Lo Guzzo (Pisa) Lorenzo Baldini (Firenze) Sergio Noce (Latina) |

|               |            |               |
| Kabengele 16  | Punti      | 21 Notae      |
| Ennis 4       | Assist     | 4 Robinson    |
| Parks 8       | Rimbalzi   | 6 Pleiß       |
| Neven Spahija | Allenatori | Jasmin Repeša |

| Arbitri: | Denis Quarta (Torino) Gabriele Bettini (Bologna) Antonio Bartolomeo (San Pietro Vernotico) |

|                    |            |                       |
| Willis 22          | Punti      | 23 Kabengele          |
| Jones 3            | Assist     | 6 Ennis               |
| Drežnjak 5 Owens 5 | Rimbalzi   | 7 Kabengele 7 Wheatle |
| Pierluigi Brotto   | Allenatori | Neven Spahija         |

##### Girone di ritorno
| Arbitri: | Guido Giovannetti (Bari) Mark Bartoli (Trieste) Valerio Grigioni (Roma) |

|               |            |                |
| Ennis 20      | Punti      | 15 Brooks      |
| Ennis 5       | Assist     | 4 Shields      |
| Parks 11      | Rimbalzi   | 7 Gillespie    |
| Neven Spahija | Allenatori | Ettore Messina |

| Arbitri: | Michele Rossi (Anghiari) Denny Borgioni (Roma) Silvia Marziali (Viterbo) |

|               |            |                |
| Kabengele 17  | Punti      | 17 Lamb        |
| Ennis 6       | Assist     | 5 Ford         |
| Kabengele 10  | Rimbalzi   | 9 Mawugbe      |
| Neven Spahija | Allenatori | Paolo Galbiati |

| Arbitri: | Beniamino Manuel Attard (Priolo Gargallo) Andrea Bongiorni (Pisa) Giulio Pepponi (Spello) |

|                |            |               |
| Shengelia 16   | Punti      | 20 Wiltjer    |
| Shengelia 5    | Assist     | 6 Parks       |
| Shengelia 10   | Rimbalzi   | 9 Kabengele   |
| Duško Ivanović | Allenatori | Neven Spahija |

| Arbitri: | Guido Giovannetti (Bari) Gabriele Bettini (Bologna) Alessio Dionisi (Fabriano) |

|                                |            |                   |
| Kabengele 23                   | Punti      | 18 Totè 18 Treier |
| Ennis 7                        | Assist     | 5 De Nicolao      |
| Kabengele 7 Parks 7 McGruder 7 | Rimbalzi   | 5 Totè            |
| Neven Spahija                  | Allenatori | Giorgio Valli     |

| Arbitri: | Carmelo Lo Guzzo (Pisa) Andrea Valzani (Taranto) Alessandro Perciavalle (Torino) |

|                 |            |               |
| Maxhuni 25      | Punti      | 24 Ennis      |
| Cinciarini 10   | Assist     | 10 Ennis      |
| Sorokas 8       | Rimbalzi   | 12 Kabengele  |
| Marco Ramondino | Allenatori | Neven Spahija |

| Arbitri: | Saverio Lanzarini (Bologna) Denny Borgioni (Roma) Simone Patti (Montesilvano) |

|                         |            |               |
| Thomas 23               | Punti      | 18 Parks      |
| Bibbins 4 Cappelletti 4 | Assist     | 6 Ennis       |
| Vincini 6               | Rimbalzi   | 7 Parks       |
| Massimo Bulleri         | Allenatori | Neven Spahija |

| Arbitri: | Mark Bartoli (Trieste) Gabriele Bettini (Bologna) Sergio Noce (Latina) |

|               |            |                  |
| Kabengele 23  | Punti      | 24 Owens         |
| Ennis 5       | Assist     | 4 Davis 4 Willis |
| Kabengele 12  | Rimbalzi   | 6 Owens          |
| Neven Spahija | Allenatori | Pierluigi Brotto |

| Arbitri: | Tolga Şahin (Messina) Andrea Bongiorni (Pisa) Simone Patti (Montesilvano) |

|                      |            |                               |
| Winston 30           | Punti      | 20 McGruder                   |
| Uglietti 4 Winston 4 | Assist     | 4 Casarin 4 Ennis 4 Kabengele |
| Faye 8               | Rimbalzi   | 15 Kabengele                  |
| Dīmītrīs Priftīs     | Allenatori | Neven Spahija                 |

| Arbitri: | Beniamino Manuel Attard (Priolo Gargallo) Valerio Grigioni (Roma) Alessandro Nicolini (Bagheria) |

|                      |            |                    |
| McGruder 18 Parks 18 | Punti      | 22 Weems           |
| Wheatle 3            | Assist     | 5 Vital            |
| Parks 6              | Rimbalzi   | 9 Kamagate         |
| Neven Spahija        | Allenatori | Walter De Raffaele |

| Arbitri: | Michele Rossi (Anghiari) Fabrizio Paglialunga (Massafra) Gianluca Capotorto (Roma) |

|                |            |               |
| Rivers 19      | Punti      | 17 Ennis      |
| Bilan 4 Dowe 4 | Assist     | 4 Kabengele   |
| Ndour 7        | Rimbalzi   | 6 McGruder    |
| Giuseppe Poeta | Allenatori | Neven Spahija |

| Arbitri: | Carmelo Lo Guzzo (Pisa) Edoardo Gonella (Genova) Simone Patti (Montesilvano) |

|               |            |                          |
| Kabengele 15  | Punti      | 17 Brown                 |
| Ennis 3       | Assist     | 3 Brown 3 Ross 3 Ruzzier |
| Kabengele 13  | Rimbalzi   | 10 Johnson               |
| Neven Spahija | Allenatori | Jamion Christian         |

| Arbitri: | Beniamino Manuel Attard (Priolo Gargallo) Denny Borgioni (Roma) Giulio Pepponi (Spello) |

|               |            |                     |
| Notae 27      | Punti      | 26 Ennis            |
| Notae 7       | Assist     | 7 Ennis             |
| Horton 14     | Rimbalzi   | 7 Kabengele 7 Parks |
| Jasmin Repeša | Allenatori | Neven Spahija       |

| Arbitri: | Michele Rossi (Anghiari) Gabriele Bettini (Bologna) Gianluca Capotorto (Roma) |

|               |            |              |
| Ennis 29      | Punti      | 24 Forrest   |
| Ennis 6       | Assist     | 5 Allen      |
| McGruder 9    | Rimbalzi   | 13 Cooke     |
| Neven Spahija | Allenatori | Gašper Okorn |

| Arbitri: | Saverio Lanzarini (Bologna) Martino Galasso (Siena) Matteo Lucotti (Binasco) |

|                    |            |               |
| Bowman 16          | Punti      | 16 Ennis      |
| Bowman 4 Mascolo 4 | Assist     | 8 Ennis       |
| Mezzanotte 7       | Rimbalzi   | 13 Kabengele  |
| Francesco Vitucci  | Allenatori | Neven Spahija |

| Arbitri: | Valerio Grigioni (Roma) Andrea Bongiorni (Pisa) Silvia Marziali (Viterbo) |

|               |            |                   |
| Kabengele 22  | Punti      | 16 Alviti         |
| Ennis 9       | Assist     | 4 Alviti          |
| Kabengele 12  | Rimbalzi   | 6 Alviti          |
| Neven Spahija | Allenatori | Iōannīs Kastritīs |

#### Play-off

##### Quarti di Finale
| Arbitri: | Michele Rossi (Anghiari) Alessandro Perciavalle (Torino) Lorenzo Baldini (Firenze) |

|                         |            |                   |
| Clyburn 12 Morgan 12    | Punti      | 19 Moretti        |
| Cordinier 5 Shengelia 5 | Assist     | 4 Ennis 4 Wheatle |
| Shengelia 7             | Rimbalzi   | 11 Kabengele      |
| Duško Ivanović          | Allenatori | Neven Spahija     |

| Arbitri: | Beniamino Manuel Attard (Priolo Gargallo) Denny Borgioni (Roma) Sergio Noce (Latina) |

|                            |            |               |
| Clyburn 19                 | Punti      | 22 Kabengele  |
| Clyburn 4 Diouf 4 Pajola 4 | Assist     | 4 Ennis       |
| Cordinier 6 Polonara 6     | Rimbalzi   | 14 Kabengele  |
| Duško Ivanović             | Allenatori | Neven Spahija |

| Arbitri: | Carmelo Lo Guzzo (Pisa) Valerio Grigioni (Roma) Edoardo Gonella (Genova) |

|               |            |                  |
| Wiltjer 21    | Punti      | 20 Morgan        |
| Ennis 7       | Assist     | 3 Hackett        |
| Kabengele 11  | Rimbalzi   | 5 Pajola 5 Žižić |
| Neven Spahija | Allenatori | Duško Ivanović   |

| Arbitri: | Saverio Lanzarini (Bologna) Andrea Bongiorni (Pisa) Denis Quarta (Torino) |

|               |            |                |
| Kabengele 21  | Punti      | 19 Diouf       |
| Munford 6     | Assist     | 7 Taylor       |
| Kabengele 11  | Rimbalzi   | 8 Diouf        |
| Neven Spahija | Allenatori | Duško Ivanović |

| Arbitri: | Michele Rossi (Anghiari) Guido Giovannetti (Bari) Andrea Bongiorni (Pisa) |

|                                          |            |                     |
| Hackett 21                               | Punti      | 18 Parks            |
| Clyburn 2 Cordinier 2 Hackett 2 Taylor 2 | Assist     | 5 Munford           |
| Diouf 4                                  | Rimbalzi   | 6 Kabengele 6 Parks |
| Duško Ivanović                           | Allenatori | Neven Spahija       |

### Eurocup

#### Stagione regolare

##### Girone d'andata
| Arbitri: | Seffi Shemmesh Aare Halliko Denis Hadžić |

|               |            |                                        |
| Parks 17      | Punti      | 14 Nolley III                          |
| Ennis 8       | Assist     | 3 DeJulius 3 Toliopoulos 3 Mpochōridīs |
| Kabengele 9   | Rimbalzi   | 5 Banks 5 Toliopoulos 5 Roberts        |
| Neven Spahija | Allenatori | Iōannīs Kastritīs                      |

| Arbitri: | Jurgis Laurinavicius Steve Bittner Luka Kardum |

|                       |            |               |
| Robinson 17 Blažič 17 | Punti      | 23 Ennis      |
| Nikolić 4             | Assist     | 6 Ennis       |
| Robinson 9            | Rimbalzi   | 13 Kabengele  |
| Zvezdan Mitrović      | Allenatori | Neven Spahija |

| Arbitri: | Carlos Peruga Nick Van den Broeck Stefan Calic |

|                     |            |                   |
| Kabengele 19        | Punti      | 15 Kokila         |
| Moretti 4 Wheatle 4 | Assist     | 6 Benitez         |
| Kabengele 15        | Rimbalzi   | 7 Nelson 7 Pansa  |
| Neven Spahija       | Allenatori | Frédéric Fauthoux |

| Arbitri: | Milan Nedovic Tomasz Trawicki Adar Peer |

|                        |            |               |
| Ojeleye 16             | Punti      | 34 Wiltjer    |
| Montero 6              | Assist     | 5 Fernández   |
| Pradilla 5 Reuvers 5   | Rimbalzi   | 11 Kabengele  |
| Pedro Martínez Sánchez | Allenatori | Neven Spahija |

| Arbitri: | Damir Javor Saso Petek Sergio Manuel |

|               |            |                       |
| McGruder 28   | Punti      | 13 Lottie             |
| Wheatle 5     | Assist     | 7 Ivey                |
| Tessitori 8   | Rimbalzi   | 4 Rich 4 Kuath 4 Ogbe |
| Neven Spahija | Allenatori | Benka Barloschky      |

| Arbitri: | Jurgis Laurinavicius Thomas Bissuel Denis Hadzic |

|                |            |               |
| Mokoka 16      | Punti      | 11 Fernández  |
| Simpson 6      | Assist     | 4 Moretti     |
| Hankins 7      | Rimbalzi   | 7 Kabengele   |
| Mihai Silvășan | Allenatori | Neven Spahija |

| Arbitri: | Anne Panther Marcin Kowalski Vassilis Pitsilkas |

|                   |            |                               |
| Dovrat 17         | Punti      | 18 Wiltjer                    |
| Dovrat 4 Morgan 4 | Assist     | 4 Casarin 4 Moretti 4 Wiltjer |
| Ogbeide 8         | Rimbalzi   | 5 Parks 5 Tessitori           |
| Yonatan Alon      | Allenatori | Neven Spahija                 |

| Arbitri: | Damir Javor Artūras Šukys Sašo Petek |

|               |            |                  |
| McGruder 20   | Punti      | 18 Brown         |
| Kabengele 5   | Assist     | 4 Angola 4 Smith |
| Kabengele 15  | Rimbalzi   | 9 Makoundou      |
| Neven Spahija | Allenatori | Erdem Can        |

| Arbitri: | Uros Obrknezevic Josip Radojković Nick van den Broeck |

|                         |            |               |
| Bičkauskis 16 Varnas 16 | Punti      | 22 Wiltjer    |
| Bičkauskis 8            | Assist     | 7 Moretti     |
| Bičkauskis 6            | Rimbalzi   | 11 Kabengele  |
| Nenad Čanak             | Allenatori | Neven Spahija |

##### Girone di ritorno
| Arbitri: | Uroš Nikolić Artūras Šukys Steve Bittner |

|                   |            |               |
| Willis 25         | Punti      | 19 Ennis      |
| Cooper 5          | Assist     | 5 Moretti     |
| Hodge 5           | Rimbalzi   | 10 Kabengele  |
| Iōannīs Kastritīs | Allenatori | Neven Spahija |

| Arbitri: | Alberto Baena Maxime Boubert Christian Theis |

|                       |            |                     |
| Kabengele 20 Parks 20 | Punti      | 23 Lemar            |
| Ennis 5               | Assist     | 5 Jones             |
| Parks 10              | Rimbalzi   | 5 Blažič 5 Robinson |
| Neven Spahija         | Allenatori | Zvezdan Mitrović    |

| Arbitri: | Ilija Belošević Sašo Petek Hüseyin Çelik |

|                   |            |                        |
| Usher 24          | Punti      | 26 Kabengele           |
| Benitez 9         | Assist     | 5 Fernández 5 McGruder |
| Ayayi 5           | Rimbalzi   | 10 Kabengele 10 Parks  |
| Frédéric Fauthoux | Allenatori | Emanuele Molin         |

| Arbitri: | Saša Pukl Vasiliki Tsaroucha Thomas Bissuel |

|                         |            |                        |
| Kabengele 15 Moretti 15 | Punti      | 17 López-Arostegui     |
| Ennis 6                 | Assist     | 5 Jones 5 Jović        |
| Parks 8                 | Rimbalzi   | 7 Badio 7 Costello     |
| Neven Spahija           | Allenatori | Pedro Martínez Sánchez |

| Arbitri: | Maxime Boubert Leandro Lezcano Stefan Calic |

|                     |            |               |
| Ivey 16 Barnett 16  | Punti      | 19 Parks      |
| Ivey 6              | Assist     | 6 Ennis       |
| Wimberg 4 Barnett 4 | Rimbalzi   | 9 Kabengele   |
| Benka Barloschky    | Allenatori | Neven Spahija |

| Arbitri: | Milan Nedovic Hugues Thepenier Christian Theis |

|                       |            |                |
| Ennis 19              | Punti      | 25 Simpson     |
| Kabengele 2 Wheatle 2 | Assist     | 7 Simpson      |
| Kabengele 10          | Rimbalzi   | 6 Simpson      |
| Neven Spahija         | Allenatori | Mihai Silvășan |

| Arbitri: | Ioannis Foufis Anne Panther Aare Halliko |

|                               |            |                               |
| Kabengele 16                  | Punti      | 21 Carrington                 |
| Fernández 3 Parks 3 Wiltjer 3 | Assist     | 7 Harper                      |
| Parks 7                       | Rimbalzi   | 6 Johnson 6 Ogbeide 6 Zoosman |
| Neven Spahija                 | Allenatori | Yonatan Alon                  |

| Arbitri: | Rain Peerandi Mario Majkić Stefan Ćalić |

|             |            |               |
| Angola 17   | Punti      | 20 Kabengele  |
| Hanlan 6    | Assist     | 4 Ennis       |
| Alexander 8 | Rimbalzi   | 18 Kabengele  |
| Erdem Can   | Allenatori | Neven Spahija |

| Arbitri: | Uroš Obrknežević Amit Balak Dragan Porobic |

|               |            |             |
| Wiltjer 21    | Punti      | 19 Varnas   |
| Wheatle 8     | Assist     | 6 Stenionis |
| Kabengele 8   | Rimbalzi   | 7 Gagić     |
| Neven Spahija | Allenatori | Nenad Čanak |

#### Play-off
| Arbitri: | Rain Peerandi Sergio Silva Uroš Obrknežević |

|              |            |                   |
| Ngouama 18   | Punti      | 15 Ennis 15 Parks |
| Albicy 5     | Assist     | 5 Ennis           |
| Tobey 7      | Rimbalzi   | 12 Kabengele      |
| Jaka Lakovič | Allenatori | Neven Spahija     |

### Supercoppa Italiana
| Arbitri: | Lanzarini (Bologna) Grigioni (Roma) Gonella (Genova) |

| |            | |
| Dimitrijević 14 · Mirotić 13 · LeDay 10 · Nebo 8 · Ricci 7 · Bolmaro 5 · Flaccadori 5 · Tonut 4 · Shields 4 · Diop 3 · Bortolani · Caruso | Punti      | 12 Tessitori · 10 Casarin · 9 Kabengele · 8 Simms · 7 Ennis · 5 Wheatle · 4 Munford · 4 Parks · 3 Moretti · Lever · ne Janelidze |
| Shields 4 | Assist     | 2 Casarin, Wheatle, Tessitori |
| Nebo 8 | Rimbalzi   | 8 Wheatle |
| Ettore Messina | Allenatori | Neven Spahija |

## Statistiche

### Statistiche di squadra
| Competizione        | G  | V  | P  | Pt   | 2PT       | 3PT      | TL       | Rimbalzi | Rimbalzi | Rimbalzi | Stop | Palle | Palle | Ass |
| Competizione        | G  | V  | P  | Pt   | 2PT       | 3PT      | TL       | Off      | Dif      | Tot      | Stop | Perse | Rec.  | Ass |
| ------------------- | -- | -- | -- | ---- | --------- | -------- | -------- | -------- | -------- | -------- | ---- | ----- | ----- | --- |
| LBA Serie A         | 30 | 16 | 14 | 2407 | 562/1240  | 230/731  | 480/658  | 370      | 838      | 1208     | 65   | 359   | 186   | 464 |
| Playoff             | 5  | 2  | 3  | 417  | 104/180   | 45/129   | 74/99    | 60       | 114      | 174      | 15   | 73    | 34    | 85  |
| Eurocup             | 19 | 10 | 9  | 1559 | 389/736   | 147/435  | 322/421  | 214      | 498      | 712      | 36   | 291   | 123   | 352 |
| Supercoppa Italiana | 1  | 0  | 1  | 62   | 16/38     | 5/23     | 15/26    | 17       | 26       | 43       | 0    | 14    | 6     | 10  |
| Coppa Italia        | -  | -  | -  | -    | -         | -        | -        | -        | -        | -        | -    | -     | -     | -   |
| Totale              | 55 | 28 | 27 | 4445 | 1071/2194 | 427/1318 | 891/1204 | 661      | 1476     | 2137     | 126  | 737   | 349   | 911 |

### Andamento in campionato
| Giornata  | 1  | 2  | 3  | 4  | 5 | 6 | 7 | 8  | 9  | 10 | 11 | 12 | 13 | 14 | 15 | 16 | 17 | 18 | 19 | 20 | 21 | 22 | 23 | 24 | 25 | 26 | 27 | 28 | 29 | 30 |
| --------- | -- | -- | -- | -- | - | - | - | -- | -- | -- | -- | -- | -- | -- | -- | -- | -- | -- | -- | -- | -- | -- | -- | -- | -- | -- | -- | -- | -- | -- |
| Luogo     | C  | T  | C  | T  | C | T | T | C  | T  | C  | T  | C  | T  | C  | T  | C  | C  | T  | C  | T  | T  | C  | T  | C  | T  | C  | T  | C  | T  | C  |
| Risultato | P  | P  | P  | V  | V | V | P | P  | V  | P  | P  | P  | V  | V  | V  | V  | P  | P  | V  | V  | V  | V  | V  | V  | P  | V  | P  | P  | P  | V  |
| Posizione | 10 | 13 | 14 | 13 | 9 | 8 | 9 | 10 | 10 | 11 | 11 | 11 | 11 | 11 | 10 | 9  | 9  | 10 | 9  | 9  | 9  | 9  | 9  | 8  | 8  | 8  | 8  | 8  | 8  | 8  |

Fonte:  Serie A – Classifica, su legabasket.it. URL consultato il 4 settembre 2024.
Legenda:

Luogo: C = Casa; T = Trasferta. Risultato: V = Vittoria; P = Sconfitta.
- = Turno di riposo.

### Andamento in Eurocup
| Giornata  | 1 | 2 | 3 | 4 | 5 | 6 | 7 | 8 | 9 | 10 | 11 | 12 | 13 | 14 | 15 | 16 | 17 | 18 |
| --------- | - | - | - | - | - | - | - | - | - | -- | -- | -- | -- | -- | -- | -- | -- | -- |
| Luogo     | C | T | C | T | C | T | T | C | T | T  | C  | T  | C  | T  | C  | C  | T  | C  |
| Risultato | V | P | P | P | V | P | P | V | V | V  | P  | V  | V  | V  | P  | V  | P  | V  |

Fonte:  euroleaguebasketball.net,  https://www.euroleaguebasketball.net/it/eurocup/teams/umana-reyer-venice/games/vnc/?season=2024-25.
Legenda:

Luogo: C = Casa; T = Trasferta. Risultato: V = Vittoria; P = Sconfitta.
- = Turno di riposo.

### Statistiche giocatori
| Giocatore    | Serie A+Playoff | Serie A+Playoff | Serie A+Playoff | Serie A+Playoff | Coppa Italia | Coppa Italia | Coppa Italia | Coppa Italia | Supercoppa Italiana | Supercoppa Italiana | Supercoppa Italiana | Supercoppa Italiana | Eurocup | Eurocup | Eurocup | Eurocup | Totale | Totale | Totale | Totale |
| Giocatore    | PG              | PTI             | AST             | RIM             | PG           | PTI          | AST          | RIM          | PG                  | PTI                 | AST                 | RIM                 | PG      | PTI     | AST     | RIM     | PG     | PTI    | AST    | RIM    |
| ------------ | --------------- | --------------- | --------------- | --------------- | ------------ | ------------ | ------------ | ------------ | ------------------- | ------------------- | ------------------- | ------------------- | ------- | ------- | ------- | ------- | ------ | ------ | ------ | ------ |
| D. Casarin   | 30+5            | 86+25           | 61+6            | 68+11           | -            | -            | -            | -            | 1                   | 10                  | 2                   | 2                   | 17      | 49      | 32      | 21      | 53     | 170    | 101    | 102    |
| T. Ennis     | 24+5            | 369+53          | 134+20          | 80+11           | -            | -            | -            | -            | 1                   | 7                   | 1                   | 4                   | 13      | 176     | 60      | 45      | 43     | 605    | 215    | 140    |
| J. Fernández | 10              | 28              | 13              | 12              | -            | -            | -            | -            | -                   | -                   | -                   | -                   | 11      | 43      | 27      | 11      | 21     | 71     | 40     | 23     |
| P. Iannuzzi  | 1               | 2               | 0               | 0               | -            | -            | -            | -            | -                   | -                   | -                   | -                   | -       | -       | -       | -       | 1      | 2      | 0      | 0      |
| G. Janelidze | 5               | 5               | 0               | 5               | -            | -            | -            | -            | -                   | -                   | -                   | -                   | 2       | 5       | 1       | 4       | 7      | 10     | 1      | 9      |
| M. Kabengele | 30+5            | 451+82          | 38+7            | 292+53          | -            | -            | -            | -            | 1                   | 9                   | 0                   | 4                   | 18      | 288     | 27      | 174     | 54     | 830    | 72     | 523    |
| A. Lever     | 6+3             | 9+2             | 4+0             | 6+1             | -            | -            | -            | -            | 1                   | 0                   | 0                   | 4                   | 13      | 45      | 2       | 16      | 23     | 56     | 6      | 27     |
| R. McGruder  | 20+5            | 242+21          | 31+3            | 82+13           | -            | -            | -            | -            | -                   | -                   | -                   | -                   | 10      | 116     | 18      | 22      | 35     | 379    | 52     | 117    |
| D. Moretti   | 25+5            | 151+24          | 42+6            | 39+2            | -            | -            | -            | -            | 1                   | 3                   | 0                   | 1                   | 14      | 108     | 43      | 21      | 45     | 286    | 91     | 63     |
| X. Munford   | 4+4             | 24+33           | 4+14            | 3+2             | -            | -            | -            | -            | 1                   | 4                   | 1                   | 0                   | 6       | 30      | 8       | 7       | 15     | 91     | 27     | 12     |
| F. Natale    | -               | -               | -               | -               | -            | -            | -            | -            | -                   | -                   | -                   | -                   | -       | -       | -       | -       | -      | -      | -      | -      |
| J. Parks     | 26+5            | 293+50          | 41+9            | 144+21          | -            | -            | -            | -            | 1                   | 4                   | 1                   | 7                   | 16      | 172     | 22      | 92      | 48     | 519    | 73     | 264    |
| A. Simms     | 30+1            | 233+2           | 27+0            | 112+2           | -            | -            | -            | -            | 1                   | 8                   | 1                   | 4                   | 16      | 127     | 22      | 60      | 48     | 370    | 50     | 178    |
| A. Tessitori | 29+5            | 189+32          | 9+5             | 67+9            | -            | -            | -            | -            | 1                   | 12                  | 2                   | 6                   | 16      | 86      | 10      | 42      | 51     | 319    | 26     | 124    |
| C. Wheatle   | 30+5            | 122+24          | 36+10           | 104+16          | -            | -            | -            | -            | 1                   | 5                   | 2                   | 8                   | 19      | 99      | 47      | 50      | 55     | 250    | 95     | 178    |
| K. Wiltjer   | 30+5            | 299+69          | 39+5            | 96+15           | -            | -            | -            | -            | -                   | -                   | -                   | -                   | 18      | 212     | 28      | 62      | 53     | 580    | 72     | 173    |